# 陶山惠實里
陶山惠實里（日语：／ Suyama Emiri，1999年5月26日—）是日本的女性聲優，東京都出身。Mausu Promotion所屬。Mausu Promotion附屬演員養成所32期生。原本是女性偶像團體彩虹征服者的成員。

## 人物
2014年以彩虹征服者1期生的身分正式出道，並進行聲優相關的演藝活動。2017年5月宣布由於身體欠佳必須接受治療並長期休養，因此暫停聲優工作。
在2017年12月、2018年1月7日的個人公演「2018 NEW YEAR RE〔set1273/start1274〕」中宣布從彩虹征服者畢業。2018年開始專心從事聲優工作。
2017年進入Mausu Promotion附屬演員養成所就讀，2019年4月加入Mausu Promotion。
仍是彩虹征服者成員時在個人簡介中自稱是魔王、「地獄出身」、「在西元前9萬8001年5月26日出生」。
中學時期看了《新世紀福音戰士》後對聲優這個職業產生興趣，並積極模仿緒方惠美扮演碇真嗣的演技，後來在考慮生涯規劃時決定從事與戲劇相關的工作。

## 演出作品
※粗體字為主要角色。

### 電視動畫
2015年
- T寶的悲慘日常 夢幻篇（女孩子）

2018年
- 沒有心跳的少女 BEATLESS（艾莉卡·伯羅斯[7]）
- 偶像學園Friends！（白百合咲夜[8]）
- LOST SONG（女學生）
- 只要別西卜大小姐喜歡就好（情侶女性）

2019年
- 強風吹拂（雪的妹妹）
- 閃亮模力小天才（馬瓦爾）
- GIVEN 被贈與的未來（立夏〈小學生〉）
- 偶像活動 on Parade！（白百合咲夜）

2020年
- 魔法紀錄 魔法少女小圓外傳（同班同學、女子中學生）
- 織田肉桂信長（友）
- 〈Infinite Dendrogram〉-無盡連鎖-（雨莉·哥提耶）
- 神推偶像登上武道館我就死而無憾（日奈佳）
- 多美卡友情合體 Earth Granner（熊貓凛）
- 夢夢貓（雨宮文子）
- Lapis Re:LiGHTs（學生）
- 籃球少年王（女子中學生）
- 弩級戰隊HXEROS（炎城緋色）
- 戀與製作人（電腦）
- 體操武士（女孩子、採訪者、俱樂部青年C）
- 憂國的莫里亞蒂（大小姐C）

2021年
- 工作細胞!!（血小板4）
- 堀與宮村（女學生）
- 小松先生（女）
- 偶像學園Planet！（參加者）
- BLUE REFLECTION RAY/澪（學生）
- 席斯坦 -The Roman Fighter-（觀眾）
- 夢夢貓 Mix！（雨宮文子）
- 瓦尼塔斯的手札（芳妮）
- 86－不存在的戰區－（料理教室學生）
- 藍色時期（岡田佐惠）
- 橘色榮耀！（三原香里）
- 鬼滅之刃 遊郭篇（吉原遊郭的遊女）

2022年
- JoJo的奇妙冒險 石之海（女囚A）
- 平家物語（新大納言局）
- 擅長捉弄人的高木同學3（女學生C）
- 秘密內幕～女警的反擊～（年輕女子）
- 式守同學不只可愛而已（少年）
- 闇影詩章F（ミサキ）
- 異世界迷宮裡的後宮生活（深夫）
- 影宅 -2nd Season-
- 王者天下4（小孩）
- BLUE LOCK 藍色監獄（採訪者）
- 聖劍傳說 Legend of Mana -The Teardrop Crystal-（瑪莉娜）

2023年
- 不當哥哥了！（店員、女性A、女性B）
- 物之古物奇譚（惠）
- 放學後失眠的你（女學生）
- 我內心的糟糕念頭（學生）
- Opus.COLORs 色彩高校星（小孩們）
- 物之古物奇譚 第二章（惠）
- 成為悲劇元凶的最強異端，最後頭目女王為了人民犧牲奉獻（洛蒂）
- 七魔劍支配天下（女學生A）
- 能幹貓今天也憂鬱（草莓牛奶）
- 不死少女的謀殺鬧劇（約特[9]）
- 文豪Stray Dogs 5th SEASON（貓耳異能力者）
- 靠著魔法藥水在異世界活下去！（長瀨雪）
- 星靈感應（佐佐木）
- 川越男子歌唱團（廣播）

2024年
- 川越男子歌唱團（MC）
- 百千家的妖怪王子（飯塚花）
- 四處貼上吧！小狗（幼兒園兒童、學生）
- 指尖相觸，戀戀不捨（逸臣〈少年〉）
- 吹響吧！上低音號3（義井沙里[10]、吹奏樂部員）
- 黑執事 寄宿學校篇（小販）
- 2.5次元的誘惑（學生會成員A）
- BLUE LOCK 藍色監獄 VS. U-20 JAPAN（採訪者）
- 魔王2099（理惠）

2025年
- 搖滾樂是淑女的嗜好（小森南）
- Bad Girl 不良少女（女高中生、校內放送、女店員）

### 動畫電影
2023年
- 北極百貨的秋乃小姐（巴巴里獅女友[11]）

### 遊戲
2022年
- 怪物彈珠（死者之書[12]）

## 外部連結
- 事務所官方簡歷 （页面存档备份，存于）（日語）
- 陶山惠實里的X（前Twitter）（日語）